# Love Made Me Do It
Love Made Me Do It är Elin Lantos andra studioalbum, utgivet 5 maj 2010. Redan 3 maj fanns skivan för nedladdning.

## Låtlista
| Nr  | Titel                      | Kompositör                                  | Längd |
| --- | -------------------------- | ------------------------------------------- | ----- |
| 1.  | Hater                      | Tony Nilsson, Mirja Breitholtz              | 3:07  |
| 2.  | Funeral                    | Tony Nilsson, Henrik Jansson                | 3:33  |
| 3.  | Tickles                    | Per Aldeheim, Mårten Tromm                  | 3:21  |
| 4.  | Doctor Doctor              | Tony Nilsson, Mirja Breitholtz              | 3:01  |
| 5.  | Alien                      | Tony Nilsson                                | 3:51  |
| 6.  | Love Made Me Stupid        | Tony Nilsson, Hawksley Workman              | 3:41  |
| 7.  | Toy Boy                    | Tony Nilsson, Steffan Olsson                | 3:01  |
| 8.  | Give It All Up             | Tony Nilsson, Lisa Lövbrand                 | 3:30  |
| 9.  | Good Stuff                 | Linda Sundblad, Robin Lynch, Niklas Olovson | 3:10  |
| 10. | My Favourite Pair of Jeans | Tony Nilsson, Greg Johnston                 | 2:56  |
| 11. | Singing Goodbye            | Tony Nilsson, Henrick Jansson, Elin Lanto   | 4:18  |